# 小行星6624
小行星6624是一颗围绕太阳公转的小行星。1980年9月16日，茲丹卡·瓦弗洛娃在克萊季发现了此天体。
这颗小行星的绝对星等为344.4894831774743等。